# CATV番組交流ネットワーク
CATV番組交流ネットワーク（ケーブルテレビばんぐみこうりゅうねっとわーく）とは、関西.中国.四国の一部のケーブルテレビ局で構成するネットワーク。

## 概要
加盟ケーブルテレビ局が連携して制作した番組などをお互いに放送しあうことによってそれぞれの地域振興に役立てることや放送制作のレベルアップなどを目的としている。
関西のケーブルテレビのみの制作では『ぐるぐる関西』、中四国のケーブルテレビのみの制作では『ぐるぐる中四国』。中四国・関西地区共同制作の場合は『ぐるぐる中四国・関西』と表記する(2023年からは共同制作番組には『ぐるラボ』のタイトルをつけて放送)。番組は15分又は30分番組で、30分番組の場合15分番組の2本セットに放送する場合と30分番組を放送する場合がある。
2011年には、日本ケーブルテレビ連盟などが主催した「ケーブルテレビ・アワード2011」において、『ぐるぐる関西』『ぐるぐる中四国』の両番組がベストプラクティス大賞部門のグランプリを受賞した。

### 主な共同制作番組
2019年12月に前編・後編(各15分番組)にわけて放送「ケーブル女子団 ぐるぐる尾道 開運・スイーツ」ではCATV番組交流ネットワーク加盟の中国・四国・関西地方のケーブルテレビ局39局(ちゅピCOMひろしまとちゅピCOMふれあいが合併前のため加盟局が1局多い)の女性スタッフで構成する団体「ケーブル女子団」から6局のキャスターが尾道へ集い、2名1組で尾道の観光スポットを紹介(出雲ケーブルビジョン.井上さやか、oniビジョン.佐佐木真紀子、鏡野町有線テレビ.大山由圭利、倉敷ケーブルテレビ.小川暖加、アイ・キャン.海島芙実、KBN香川テレビ放送網.行天紗弥香)(現地調整・ナレーション/ちゅピCOMおのみち.平川実知子)。スタッフは「玉島テレビ放送」「ちゅピCOMおのみち」「三原テレビ放送（現：MCAT）」「BAN-BANネットワークス」「アイ・キャン」「真庭いきいきテレビ」「oniビジョン」「ケーブル・ジョイ」「みまちゃんネル」「石見銀山テレビ放送」「山陰ケーブルビジョン」「ケーブルメディア四国」「倉敷ケーブルテレビ」「石見ケーブルビジョン」から動員。
2020年3月放送「さくらだより2020」では前編で「上島町CATV」「シティーケーブル周南」「テレビ津山」「アイ・キャン」「真庭いきいきテレビ」から、後編で「ちゅピCOMおのみち」「たけはらケーブルネットワーク」「中讃ケーブルビジョン」「Kビジョン」「姫路ケーブルテレビ」から桜の名所を紹介。
2020年6月放送「ケーブル女子団ぐるぐるリレー おすすめご当地パン店PART2」では「シティーケーブル周南(鶴原咲織)」「KBN香川テレビ放送網(行天紗弥香)」「真庭いきいきテレビ(山本聡美)」「BAN-BANネットワークス(大前美穂子)」からご当地パン店を紹介。
2020年10月放送「紅葉さんぽ2020」では「姫路ケーブルテレビ」「やすぎどしょっこテレビ」「日本海ケーブルネットワーク」「真庭いきいきテレビ」「KBN香川テレビ放送網」「鏡野町有線テレビ」から紅葉の名所を紹介。
2021年1月放送「ケーブル女子団ぐるぐるリレー お取り寄せ🖤ご当地食材」では「出雲ケーブルビジョン(井上さやか)」「玉島テレビ放送(網本香織)」「日本海ケーブルネットワーク(中田ひとみ)」「真庭いきいきテレビ(森下さゆり)」「KBN香川テレビ放送網(行天紗弥香)」からご当地食材を紹介。
2021年4月放送「ケーブル女子団ぐるぐるリレー お取り寄せ🖤ご当地食材Part2」では「山陰ケーブルビジョン マーブル(城市優希)」「中讃ケーブルビジョン(杖池有紀)」「岡山ネットワーク oniビジョン(佐佐木真紀子)」「鏡野町有線テレビ(大山由圭利)」「BAN-BANネットワークス(岸本千尋)」からご当地食材を紹介。
2021年9月放送「ケーブル女子団ぐるぐるリレー ～自慢の逸品～」では「たけはらケーブルネットワーク」「玉島テレビ放送(網本香織)」「アイ・キャン(大原絵里香)」「みまチャンネル(道上真世)」から食材、工芸品などを紹介。
2021年10月放送「ケーブル女子団ぐるぐるリレー ～秋の味覚～」では「真庭いきいきテレビ(蜂谷恵加)」「ひらたCATV(吾郷理恵)」「鏡野町有線テレビ(大山由圭利)」「出雲ケーブルビジョン(井上さやか)」から秋ならではの食材を紹介。
2022年10月放送「一度は訪れたい、紅葉の名所」では「鏡野町有線テレビ」「姫路ケーブルテレビ」「みまチャンネル」「シティーケーブル周南」「日本海ケーブルネットワーク」から紅葉の名所を紹介。
2023年1月放送(レギュラー枠とは別の30分特番)「ぐるラボ・お雑煮特集」では「KBN(富家ちひろ)」「ケーブルメディア四国(森朋子)」「たけはらケーブルネットワーク(坂井篤子)」「三原テレビ放送」「吉備ケーブルテレビ(吉原志子)」「真庭いきいきテレビ(森下さゆり)」「石見銀山テレビ放送」から各地のお雑煮を紹介。
2023年2月放送「ぐるラボ・ラーメン学会～第1弾～(15分番組)」では「アイ・キャン(渡部裕之)」「やすぎどじょっこテレビ(林由佳)」「ベイ・コミュニケーションズ(大久保ともゆき)」「鏡野町有線テレビ(大山吉貴)」から話題のお店を紹介。(スタジオMC/久世サトシ)
2023年4月放送「ぐるラボ・ラーメン学会～第2弾～(15分番組)」では「倉敷ケーブルテレビ(小西陶子)」「姫路ケーブルテレビ(加野文華)」「みまチャンネル(男性リポーター)」「シティーケーブル周南(村谷美奏(むらたにはるな)<愛称:はるち>…女子高生ミスコン2022グランプリ)」から話題のお店を紹介。(スタジオMC/久世サトシ)
2023年5月放送「ぐるラボ・ラーメン学会～第3弾～(15分番組)」では「吉備ケーブルテレビ(佐々木陽介)」「真庭いきいきテレビ(鈴木健司)」「たけはらケーブルネットワーク(坂井篤子)」「Kビジョン(梅田孝)」から話題のお店を紹介。(スタジオMC/久世サトシ)
2023年11月放送「ぐるラボ〜秋のパン特集〜」第1弾では「山陰ケーブルビジョンmable(原奈津美/山陰で活躍中のフリーアナウンサー)(島根県松江市)」「吉備ケーブルテレビ(中西芽生)(岡山県高梁市)」「たけはらケーブルネットワーク(坂井篤子)(広島県竹原市)」「みまチャンネル(梅本美星)(岡山県美作市)」から/第2弾では「KBN(富家ちひろ)(香川県坂出市)」「KCT倉敷ケーブルテレビ(成山葵)(岡山県倉敷市)」「BAN-BANネットワークス(中谷麻意)(兵庫県稲美町)」「岡山ネットワークoniビジョン(那須沙弥果)(岡山県岡山市)」から〇〇なパン店を紹介。
2024年2月放送「ぐるラボ・ラーメン学会～第4弾～(15分番組)」では「ちゅピCOMおのみち(2022年7月に別番組で取材の映像を放送)」「出雲ケーブルビジョン(井上さやか)」「鏡野町有線テレビ(前田薫)」から話題のお店を紹介。(スタジオMC/久世サトシ)
2024年2月放送「ぐるラボ・ラーメン学会〜第5弾〜(15分番組)」では「KBN(富家ちひろ)」「アイ・キャン(シンガーソングライターNore)」「倉敷ケーブルテレビ(福本結月)」から話題のお店を紹介。(スタジオMC/久世サトシ)
2024年4月放送「ぐるラボ・春の いちご 食べつくし Vol.1(15分番組)」では「姫路ケーブルテレビ(中村優菜)」「mcat(新谷春奈)」「山陰ケーブルビジョンmable(原奈津美/フリーアナウンサー)」から いちご農園 や いちごを使ったスイーツ を紹介。
2024年12月放送「ぐるラボ・この冬食べたい あったかグルメ(15分番組)」。vol.1では「たけはらケーブルネットワーク(坂井篤子)」「山陰ケーブルビジョンmable(原奈津美/フリーアナウンサー)」「BAN-BANネットワークス※ナレーションと映像での紹介」「中讃ケーブルビジョン(杖池有紀)」が担当。vol.2では「日本海ケーブルネットワーク(腹よしお)」「シティーケーブル周南(やまちゃん)」「KBN(行天紗弥香)」「吉備ケーブルテレビ(堤美羽·竹花優作/学生レポーター)」が担当。
2025年4月放送「ぐるラボ・巡って、集めて、思い出に〜御◯印ブーム!〜(15分番組)」では「鏡野町有線テレビ(大山由圭利)」「吉備ケーブルテレビ(猪原香子)」「BAN-BANネットワークス※ナレーションと映像での紹介」「姫路ケーブルテレビ(中村優菜)」が担当。

## 参加ケーブルテレビ

### 近畿地区（ぐるぐる関西）
- ベイ・コミュニケーションズ(大阪府大阪市)
- 姫路ケーブルテレビ(兵庫県姫路市)
- BAN-BANネットワークス(兵庫県加古川市)
- 明石ケーブルテレビ(兵庫県明石市)

### 中国・四国地区(ぐるぐる中四国)
- 日本海ケーブルネットワーク(鳥取県 鳥取市)
- 中海テレビ放送(鳥取県米子市)
- 山陰ケーブルビジョン(mable/島根県 松江市)(やすぎどじょっこテレビ/島根県安来市)
- ひらたCATV(島根県出雲市)(旧.平田市エリア)
- 出雲ケーブルビジョン(icv)(島根県出雲市)
- 石見銀山テレビ放送(島根県大田市)
- 石見ケーブルビジョン(島根県浜田市)
- ひとまろビジョン(島根県益田市)
- 岡山ネットワーク(oniビジョン)(岡山県 岡山市)
- 倉敷ケーブルテレビ(岡山県倉敷市)
- 玉島テレビ放送(たまテレ)(岡山県倉敷市)
- 笠岡放送(ゆめネット)(岡山県笠岡市)
- 鏡野町有線テレビ(KYT)(岡山県鏡野町)
- テレビ津山(岡山県津山市)
- 美作市ケーブルテレビ(みまちゃんネル)(岡山県美作市)
- 真庭ひかりネットワーク(真庭いきいきテレビ)(岡山県真庭市)
- 吉備ケーブルテレビ(キビテレビ/岡山県高梁市)(にいみiチャンネル/岡山県新見市)
- ちゅピCOMおのみち(旧.尾道ケーブルテレビ)(広島県 尾道市)
- ケーブル・ジョイ(広島県府中市)
- MCAT(2023年4月1日三原テレビ放送から社名変更)(広島県三原市)(せらケーブルねっと/広島県世羅町※MCATがサービス提供)
- たけはらケーブルネットワーク(タネット)(広島県竹原市)
- ちゅピCOM(広島県広島市)※ちゅピCOMひろしま(旧.ひろしまケーブルテレビ)とちゅピCOMふれあい(旧.ふれあいチャンネル)が、2020年10月合併

※きたひろネット(広島県北広島町)は2022年4月1日 ちゅぴCOM に業務引き継ぎ(ちゅぴCOM北広島支局へ)
- 三次ケーブルビジョン(広島県三次市)
- アイ・キャン(山口県 岩国市)
- 周防ケーブルネット(山口県柳井市)
- Kビジョン(山口県下松市)
- シティーケーブル周南(CCS)(山口県周南市)
- 山口ケーブルビジョン(山口県山口市)※2017年11月からネット開始。
- 萩テレビ(はあぶビジョン)(旧.萩ケーブルネットワーク)(山口県萩市)
- 中讃ケーブルビジョン(香川県 丸亀市)
- KBN(2021年11月に香川テレビ放送網から社名変更)(香川県坂出市)
- ケーブルメディア四国(CMS)(香川県高松市)
- 今治CATV(愛媛県 今治市)
- 上島町CATV(愛媛県上島町)